# Seikoen

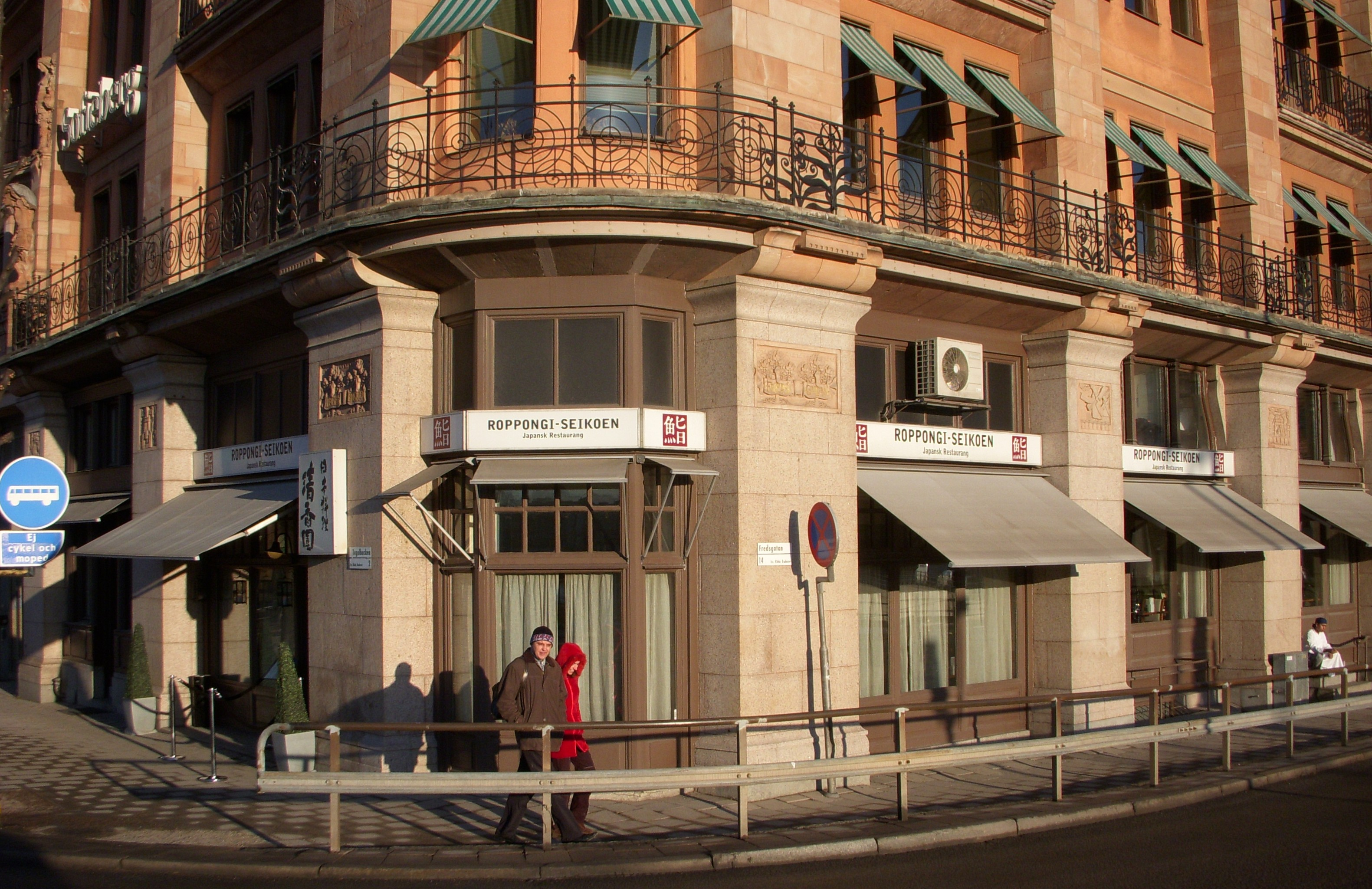
Seikoen i Centralpalatset, 2009

Seikoen var en restaurang i Centralpalatset med adress Tegelbacken 2 i centrala Stockholm, öppnad 1973 av Toshiko Lee. Restaurangen stängde 2016. Den var känd som Sveriges första japanska restaurang och var år 1979 först i landet med att servera sushi. Restaurangen vann Gulddraken 2009 i mellanpriskategorin. Seikoens ägare, Tamiji Yasumoto, driver även restaurang Roppongi. På platsen finns idag (2020) Restaurang Tegelbacken.